# 風水 (小說)
《風水》是倪匡筆下著名科幻小說衛斯理系列之一，於1970年9月－10月間連載於明報副刊，故事以諷刺中國大陸的文化大革命期間之怪象而著名。

## 故事大綱

### 兩塊風水寶地
縣城裡的首富李恩業，富甲一方。李恩業新近父喪，為求更上層樓。他自省城請來兩位勘輿師楊子兵和容百宜，只為尋找好風水，好讓後代子孫大富大貴。兩位勘輿師楊子兵和容百宜，坐著軟轎在山上繞了半天，不約而同看中一塊『鯨吞地』，認為殖骨葬於此塊風水寶地，子孫富不可言，可鯨吞天下財富。沒想到李恩業卻要權不要錢，為求子孫發跡，遂將殖骨葬在一塊天地煞氣所集的『血地』上，『血地』風水遂應在他的三兒子身上。自此後，李恩業的三兒子，雖然貴顯，卻生靈塗炭，天下大亂，導致所有的李家人都死了，只有他一人發達。那塊李恩業不要的鯨吞地，卻被堪輿師楊子兵指點一個苦力陶望川安葬他的新喪老父。此後陶望川遠渡南洋，在南洋經營事業發跡成了巨富，他就是亞洲首富陶啟泉的父親。

### 一塊運程五十年的風水寶地
亞洲首富陶啟泉篤信風水，相信祖上因將先人骸骨落土安葬於一塊風水旺地『鯨吞地』，傳到陶氏這一代才得以大富大貴，但這塊『鯨吞地』只有五十年運程期限。大運一過，如不將先人骨殖起出，其財富將會縮水，運程逆轉，之前賺的化為烏有，但要完成起骨任務，殊不簡單，而且必須潛入鄉下縣城，捲入難測的文化大革命政治鬥爭中，結果這副重擔，便落到了衛斯理身上。

### 進入瘋狂地域
他隻身潛入險地，化裝成火車司機，與革命軍紅衛兵首領萬世窮結成好友，幫助他們北上串聯，利用他們完成革命任務，混水摸魚。
在進行「任務」過程中衛斯理竟目睹了「文化大革命」以及紅衛兵等等荒謬可笑行徑。

### 混水摸魚完成任務
然而為了打擊陶啟泉，對手也不是省油的燈，香港文化界的報人孟先生，不惜曝露身份，率領手下特務追蹤他。衛斯理被抓，甚至被軍隊扣押，秘密審訊。結果還是革命軍紅衛兵領袖萬世窮率眾將他救出。他跟著群眾來到縣城。將兩塊地的風水破壞。將骨殖取出。趁亂完成任務。

### 風水與人心
縱然風水對後代子孫其人生的際遇有著微妙影響，但主角衛斯理寧願相信風水對人心理產生影響，更甚於其他因素。本故事亦曾經被改編成電影。

## 作者表達的想法
故事描述兩塊風水寶地-鯨吞地和血地，一塊有錢，一塊有權，子孫各有千秋，際遇大不同。而衛斯理替其中一塊地的子孫-亞洲首富陶啟泉，進行一項任務，隻身潛入內地，只為盜取先人骨殖，將它起出再換地下葬。(因為風水五十年後轉了，先人骨殖如不起出，會影響後代子孫的運勢)。衛斯理在任務進行中，看見歷時十年文革，以及紅衛兵種種怪象，見證了那個時代的荒謬。故事少有地將那個時代中各種荒謬現象，赤裸呈現，描繪出種種光怪陸離的景象。

## 主要人物
- 李恩業 - 縣城首富。為尋好風水。從省城請來兩位地理師(勘輿師)。
- 楊子兵 - 省城來的地理師(勘輿師)。擅長望氣。
- 容百宜 - 省城來的地理師(勘輿師)。擅長尋龍。
- 陶望川 - 陶啟泉之父。幫人抬轎的苦力。意外地得到楊子兵指點。將死去父親的殖骨葬於鯨吞地上。終於在南洋靠好風水發跡成鉅富。
- 衛斯理 - 故事主角。不信風水。
- 陶啟泉 - 超級富豪。曾因祖先骨殖埋在鯨吞地致富。因風水轉了。要衛斯理幫忙把先人殖骨盜出來。
- 楊子文 - 陶氏銀行副董事長。陶的左右手。
- 孟先生 - 香港文化界的報人。事實上是內地派來臥底的特務。故事中的反派。
- 萬世窮 - 革命軍紅衛兵領袖。意外成為衛斯理的同伴。給他很多幫助。

## 電影
- 衛斯理之霸王卸甲(Bury Me High)1990年的香港電影，劇情是改編自《風水》這篇小說。
  - 導演: 徐小明
  - 演員表
    - 錢嘉樂 飾演 衛斯理
    - 徐小明 飾演 陳長青

  - 重溫
    - 原裝預告 （页面存档备份，存于）
    - 動作場面
    - 結尾決鬥

| 前任者： 014 地圖 | 衛斯理系列（按編號） 015 （包括叢林之神）              | 繼任者： 016 不死藥 |
| 前任者： 訪客     | 衛斯理系列（按連載時序） 1970年9月19日至1970年10月29日 | 繼任者： 環         |